# 瓦日镇
瓦日镇，是中华人民共和国四川省甘孜藏族自治州道孚县下辖的一个乡镇级行政单位。
2020年6月17日，四川省人民政府批复同意瓦日乡撤乡设镇。

## 行政区划
瓦日镇下辖以下地区：
孟拖村、尧日村、卓卡村、根基村、列哇村、鲁村、热瓦村和布日窝村。